# Hugh Duffy
Hugh Duffy (* 26. November 1866 in Cranston, Rhode Island; † 19. Oktober 1954 in Boston, Massachusetts) war ein US-amerikanischer Baseballspieler und -manager in der Major League Baseball (MLB). Sein Spitzname war Sir Hugh.

## Biografie
Hugh Duffy bestritt sein erstes Spiel in der National League für die Chicago White Stockings am 23. Juni 1888. Der Outfielder spielte bis 1889 bei den späteren Cubs und wechselte 1890 in die Players League zu den Chicago Pirates. Ein Jahr später ging er zu den Boston Reds, die er nach einer Saison in Richtung Boston Beaneaters verließ. Dort sollte er seine erfolgreichste Zeit als Spieler haben. Duffy und Tommy McCarthy wurden als Heavenly Twins bei den Beaneaters bekannt.
1894 hatte Duffy das beste Jahr seiner Karriere. Mit 18 Home Runs, 145 RBI und einem Schlagdurchschnitt von 43,8 % (andere Quellen sprechen von 44 %) wurde Duffy der zweite Gewinner der Triple Crown für Schlagmänner in der Major League. Sein Schlagdurchschnitt ist bis heute der höchste, der je in einer Saison erzielt wurde.
Insgesamt konnte er mit den Boston Beaneaters in seinen zehn Jahren im Team vier Meisterschaften in der National League gewinnen. Weitere Stationen seiner Karriere waren die Milwaukee Brewers 1901 und die Philadelphia Phillies von 1904 bis 1906. Bei beiden Teams war er sowohl als Spieler als auch als Manager tätig. Sein letztes Spiel bestritt er am 13. April 1906 für die Phillies. Es war auch sein einziges Spiel in dieser Saison.
Weitere Tätigkeiten als Manager bei den Chicago White Sox und den Boston Red Sox folgten. Allerdings konnte Duffy hier keine großen Erfolge aufweisen.
1945 wurde er vom Veterans Committee in die Baseball Hall of Fame aufgenommen. 1954 verstarb er im Alter von 87 Jahren in Boston, Massachusetts.